# Potyvirus
Potyvirus es un género de virus que infecta plantas y pertenece a la familia Potyviridae. Se caracteriza porque su virión no está envuelto, el nucleocápsido es filamentoso y tiene entre 11 y 20 nm de diámetro. El genoma es de sentido lineal positivo ssARN; y su tamaño rondea 9000-12000 nt. Se replica en el citoplasma.

## Especies
Contiene las siguientes especies:
- Malva vein clearing potyvirus
- Potato virus Y (type species)
- Turnip mosaic virus
- Plum Pox Potyvirus
- Tulip breaking virus
- Papaya ringspot virus
- Apium virus Y
- Bidens mottle virus
- Celery mosaic virus